# Nekrolog 1736
Nekrolog
◄◄
| ◄
| 1732
| 1733
| 1734
| 1735
| 1736 | 1737 | 1738 | 1739 | 1740 | ► | ►►
Weitere Ereignisse | Allgemeiner Nekrolog 1736
Die Beschreibung der verstorbenen Person sollte so kurz wie möglich gehalten sein und nur deren signifikante Tätigkeit(en) enthalten.
Neue Namen ggf. auch unter dem Geburts- und Sterbedatum, also etwa unter 1. Januar und im Geburts- und Sterbejahr (2024) eintragen (nur bei entsprechender großer Wichtigkeit). Für Beispiele siehe die schon vorhandenen Artikel.
Außerdem über die fünf zuletzt Verstorbenen, zu denen es einen ausreichend guten Artikel für eine Präsentation auf der Hauptseite gibt, nach der todesbedingten Überarbeitung der Artikel ggf. auch unter Wikipedia Diskussion:Hauptseite informieren und sie am besten auch in den anderen Wikipedia-Sprachversionen eintragen. Tipp: Regelmäßig bei news.google.de nach „ist tot“, „gestorben“ oder „verstorben“ suchen.
Wenn eine Person gestorben ist, gibt es viele Seiten zu dieser Person in der Wikipedia, die davon auch betroffen sind und entsprechend aktualisiert werden müssen. Beispiele: Namenübersichtsseite, Geburtsjahr, Geburtsort-Seiten und viele mehr.
Wie finde ich die betroffenen Seiten?
Im Suchfeld auf der linken Seite gibt man den Suchbegriff so ein: „Vorname Nachname“. Dann klickt man auf Volltext und alle Seiten mit entsprechendem Suchtext werden aufgerufen. Hier sieht man dann schnell, wo auch das Todesjahr Sinn macht oder sogar ein Teil des Artikels angepasst werden muss. Auch hilft das „Werkzeug“ auf der linken Seite sehr gut, um solche Seiten aufzufinden: „Links auf diese Seite“. Somit ist die Wikipedia wieder aktuell in allen Bereichen! Hinweis: bei Eintragung der Kategorie „Gestorben JAHR“ wird der Missbrauchsfilter 49 ausgelöst, was jedoch nicht schlimm ist. Siehe: Spezial:Missbrauchsfilter/49
Dies ist eine Liste von im Jahr 1736 verstorbenen bekannten Persönlichkeiten. Die Einträge erfolgen innerhalb der einzelnen Daten alphabetisch sortiert. Tiere sind im Nekrolog für Tiere zu finden.

## Januar
| Tag        | Name                       | Beruf, bekannt als                                             | Alter | Beleg |
| ---------- | -------------------------- | -------------------------------------------------------------- | ----- | ----- |
| 2. Januar  | Johann Riedel              | Mitglied des Jesuitenordens, Bildhauer                         | 81    |       |
| 7. Januar  | Česlav Vaňura              | böhmischer Komponist des Barock und ein Priester der Minoriten | 41    |       |
| 8. Januar  | Jean Leclerc               | Schweizer Theologe und Philologe                               | 78    |       |
| 10. Januar | Gottlieb Samuel Pristaff   | deutscher Geschichtsfälscher                                   |       |       |
| 15. Januar | Friedrich Roth-Scholtz     | deutscher Buchhändler und Verleger                             | 48    |       |
| 17. Januar | Matthäus Daniel Pöppelmann | deutscher Baumeister des Barock                                | 73    |       |
| 23. Januar | Adam Christoph von Knuth   | dänischer Gutsbesitzer und Lehnsgraf                           | 48    |       |
| 26. Januar | Jonas Drentwett            | deutscher Freskant                                             | 79    |       |
| 31. Januar | Filippo Juvarra            | italienischer Architekt                                        | 57    |       |
| 31. Januar | Bruno Mauricio de Zabala   | spanischer Politiker                                           | 53    |       |

## Februar
| Tag         | Name                     | Beruf, bekannt als                                                            | Alter | Beleg |
| ----------- | ------------------------ | ----------------------------------------------------------------------------- | ----- | ----- |
| 2. Februar  | Gabriel Bergier          | Schweizer evangelischer Geistlicher und Hochschullehrer                       | 77    |       |
| 2. Februar  | Adam Philipp von Krassow | General in mecklenburgischen Diensten                                         | 71    |       |
| 5. Februar  | Johannes Job             | deutscher Beamter, evangelischer Theologe und Kirchenlieddichter              | 71    |       |
| 15. Februar | Stephen Gray             | englischer Naturwissenschaftler                                               |       |       |
| 15. Februar | Vitus Pichler            | deutscher Jesuit, Kontroverstheologe und Kirchenrechtler                      | 65    |       |
| 21. Februar | Santino Bussi            | österreichischer Stuckateur                                                   |       |       |
| 25. Februar | Nikolaus Staudacher      | deutscher Jesuit, Beichtvater und Berater des Pfälzer Kurfürsten Karl Philipp | 75    |       |
| 26. Februar | Ernst Christian Philippi | deutscher Theologe und Hofprediger                                            | 67    |       |

## März
| Tag      | Name                            | Beruf, bekannt als                                        | Alter | Beleg |
| -------- | ------------------------------- | --------------------------------------------------------- | ----- | ----- |
| 6. März  | Georg Christoph von Gravenreuth | Stifter des Gravenreuther Stifts                          |       |       |
| 7. März  | Theodor Horn                    | deutscher Philosoph                                       | 75    |       |
| 7. März  | Carl Hans Wachtmeister          | schwedischer Admiral                                      | 46    |       |
| 10. März | William Cosby                   | Gouverneur der englischen Kolonie New York                |       |       |
| 11. März | Degenhard Bertram von Spee      | kurpfälzischer Generalleutnant und Geheimrat, Schlossherr | 54    |       |
| 13. März | John Walsh                      | englischer Musikverleger                                  |       |       |
| 16. März | Johann Gottfried Lakemacher     | deutscher klassischer Philologe, Orientalist und Gräzist  | 40    |       |
| 16. März | Giovanni Battista Pergolesi     | italienischer Komponist                                   | 26    |       |
| 20. März | Matthias Jessen                 | dänischer Legationssekretär und Präsident in Altona       | 58    |       |
| 22. März | Ferdinand Luidl                 | deutscher Bildhauer des Barock                            | 65    |       |
| 26. März | Georg Balthasar Schott          | deutscher Komponist, Kantor und Organist                  | 49    |       |
| 27. März | Karl von Hochmuth               | deutsch-russischer General und Kriegsrat                  | 62    |       |
| 28. März | Johann Reinhard III.            | Graf von Hanau-Münzenberg und Hanau-Lichtenberg           | 70    |       |
| 31. März | Frantz Vogt                     | lutherischer Theologe und Dichter                         | 74    |       |

## April
| Tag       | Name                                 | Beruf, bekannt als                                                                                     | Alter | Beleg |
| --------- | ------------------------------------ | --- | ----- | ----- |
| 8. April  | Johann Daniel Wolfart                | Hof- und Konsistorialrat, landgräflicher Vizekanzler                                                   | 62    |       |
| 11. April | Nicolas Bertin                       | französischer Zeichner, Innenarchitekt und Historienmaler                                              |       |       |
| 15. April | Heinrich Georg von Mirbach           | Landhofmeister und Kanzler in Kurland                                                                  |       |       |
| 15. April | Franz Hannibal von Mörmann           | französischer Diplomat                                                                                 |       |       |
| 21. April | Wilhelm Hieronymus Brückner          | deutscher Rechtswissenschaftler                                                                        | 79    |       |
| 21. April | Johann Georg König                   | Schweizer evangelischer Geistlicher und Gymnasiallehrer                                                | 71    |       |
| 21. April | Eugen von Savoyen                    | österreichischer Feldherr und Kunstmäzen                                                               | 72    |       |
| 22. April | Carl Heinrich von Hoym               | sächsischer Politiker, Minister und Diplomat                                                           | 41    |       |
| 23. April | Otto Albrecht von Rohr               | preußischer Landrat                                                                                    | 70    |       |
| 28. April | Luise Elisabeth von Württemberg-Oels | Herzogin von Württemberg-Oels, durch Heirat Herzogin von Sachsen-Merseburg                             | 63    |       |
| 29. April | Johann Christian Nehring             | deutscher Dichter von Kirchenliedern                                                                   | 64    |       |
| 30. April | Hans Christoph von Bardeleben        | preußischer Generalleutnant der Infanterie, Chef des Infanterie-Regiments Nr. 29, Gouverneur von Wesel |       |       |
| 30. April | Johann Albert Fabricius              | deutscher klassischer Philologe und Theologe                                                           | 67    |       |

## Mai
| Tag     | Name                                      | Beruf, bekannt als                                                   | Alter | Beleg |
| ------- | ----------------------------------------- | -------------------------------------------------------------------- | ----- | ----- |
| 3. Mai  | Albert Seba                               | deutsch-niederländischer Apotheker und Naturiensammler               | 70    |       |
| 7. Mai  | John Weldon                               | englischer Komponist und Organist                                    | 60    |       |
| 9. Mai  | Diogo Mendoça de Corte Real               | portugiesischer Diplomat und Politiker                               | 77    |       |
| 12. Mai | Joseph Guldimann                          | deutscher Jesuitenpater, Professor an Jesuitenhochschulen, Architekt | 80    |       |
| 14. Mai | Louis Auguste I. de Bourbon, duc du Maine | Sohn des französischen Königs Ludwig XIV.                            | 66    |       |
| 14. Mai | Giovanni Battista Vivaldi                 | Violinist                                                            |       |       |
| 25. Mai | Hans Reinhold von Fersen                  | schwedischer Graf, General und Politiker                             | 53    |       |

## Juni
| Tag      | Name                                    | Beruf, bekannt als                                                      | Alter | Beleg |
| -------- | --------------------------------------- | ----------------------------------------------------------------------- | ----- | ----- |
| 3. Juni  | Gerhard von Holy                        | deutscher Orgelbauer                                                    |       |       |
| 6. Juni  | Ferdinand Philipp von Droste zu Erwitte | Domherr in Münster und Osnabrück                                        | 25    |       |
| 10. Juni | Sebastian Edzardus                      | deutscher Philosoph, lutherischer Streittheologe und Missionar          | 63    |       |
| 12. Juni | Kaspar Otto von Massow                  | preußischer Verwaltungsbeamter                                          | 71    |       |
| 20. Juni | Philipp Joseph Jenisch                  | deutscher Baumeister                                                    |       |       |
| 24. Juni | Samuel Grosser                          | Historiker, Pädagoge und langjähriger Direktor des Görlitzer Gymnasiums | 72    |       |
| 27. Juni | Ulrich Grubenmann                       | Schweizer Baumeister                                                    |       |       |
| 28. Juni | Christian                               | Herzog von Sachsen-Weißenfels, Fürst von Sachsen-Querfurt (1712–1736)   | 54    |       |
| 30. Juni | Johann Jürgen Gundelach                 | deutscher Glasmacher                                                    |       |       |
| Juni     | Peter von Carnap                        | Bürgermeister von Elberfeld                                             | 67    |       |

## Juli
| Tag      | Name                                    | Beruf, bekannt als                                                  | Alter | Beleg |
| -------- | --------------------------------------- | ------------------------------------------------------------------- | ----- | ----- |
| 1. Juli  | Ahmed III.                              | Sultan des Osmanischen Reiches (1703–1730)                          |       |       |
| 3. Juli  | Giuseppe Nicola Nasini                  | italienischer Maler                                                 | 79    |       |
| 18. Juli | Johann August Marschall von Bieberstein | polnischer Kammerherr und preußischer Geheimer Etats- und Kriegsrat |       |       |
| 25. Juli | Jean-Baptiste Pater                     | französischer Maler                                                 | 40    |       |
| 28. Juli | Reinhold Johann von Freymann            | russischer Generalmajor                                             |       |       |

## August
| Tag        | Name                          | Beruf, bekannt als                                                                         | Alter | Beleg |
| ---------- | ----------------------------- | ------------------------------------------------------------------------------------------ | ----- | ----- |
| 8. August  | William Byron, 4. Baron Byron | englisch-britischer Peer und Politiker                                                     | 66    |       |
| 8. August  | Kada no Azumamaro             | japanischer Philologe und Dichter                                                          | 67    |       |
| 11. August | Philipp von Hessen-Darmstadt  | Landgraf von Hessen-Darmstadt, Gouverneur von Mantua                                       | 65    |       |
| 13. August | Joachim Andreas Helwig        | deutscher Hochschullehrer der Rechtswissenschaft                                           | 59    |       |
| 13. August | Johann Gottlieb Kraus         | deutscher Historiker und Rhetoriker                                                        | 52    |       |
| 16. August | Leopold Melchior von Rotberg  | ranghoher Amtsträger der Markgrafschaft Baden-Durlach und der Landgrafschaft Hessen-Kassel | 63    |       |
| 17. August | Jeanne Delanoue               | französische Ordensgründerin, katholische Heilige                                          | 70    |       |
| 19. August | Pierre-Louis Villot-Dufey     | französischer Schauspieler                                                                 |       |       |
| 26. August | Alberich Bergh                | 41. Abt der Abtei Marienstatt                                                              |       |       |

## September
| Tag           | Name                                      | Beruf, bekannt als                                                                             | Alter | Beleg |
| ------------- | ----------------------------------------- | ---------------------------------------------------------------------------------------------- | ----- | ----- |
| 9. September  | Wassili Wassiljewitsch Prontschischtschew | russischer Entdecker und Polarforscher                                                         |       |       |
| 12. September | David Oppenheimer                         | Oberrabbiner von Prag, Landesrabbiner von Mähren und Böhmen und ein jüdischer Schriftgelehrter | 72    |       |
| 13. September | Christian Thomesen Sehested               | dänischer Admiral und Oberlanddrost in Oldenburg                                               | 72    |       |
| 13. September | Gaspar van Wittel                         | römischer Vedutenmaler niederländischer Herkunft                                               |       |       |
| 16. September | Daniel Gabriel Fahrenheit                 | deutsch-niederländischer Physiker und Erfinder von Messinstrumenten                            | 50    |       |
| 16. September | Johann Benedikt Hess der Jüngere          | deutscher Gemmenschneider des Barock                                                           | 64    |       |
| 17. September | Franz Ludwig Schenk von Castell           | Diözesan- und Fürstbischof von Eichstätt                                                       | 65    |       |
| 19. September | Theophan Prokopowitsch                    | Kirchenfürst, Kirchenpolitiker, Theologe, Prediger und Dichter                                 | 55    |       |
| 26. September | Louise Diane d’Orléans                    | durch Heirat Fürstin von Conti (ab 1732)                                                       | 20    |       |
| 27. September | René Duguay-Trouin                        | französischer Seeheld                                                                          | 63    |       |

## Oktober
| Tag         | Name                            | Beruf, bekannt als                                                        | Alter | Beleg |
| ----------- | ------------------------------- | ------------------------------------------------------------------------- | ----- | ----- |
| 2. Oktober  | Placidus Seitz                  | Abt der Benediktinerabtei Ettal                                           | 64    |       |
| 4. Oktober  | Konrad Barthold Behrens         | deutscher Militärarzt                                                     | 76    |       |
| 8. Oktober  | Johann Heinrich Wedekind        | deutscher Porträtmaler in Schweden und Russland                           | 62    |       |
| 9. Oktober  | Johannes Dünz                   | Schweizer Maler                                                           |       |       |
| 16. Oktober | Emanuel Friedrich von Kötzschau | deutscher Hof- und Verwaltungsbeamter in dänischen Diensten               | 70    |       |
| 21. Oktober | Philipp Balthasar Gerdes        | deutscher Rechtsgelehrter und Historiker                                  |       |       |
| 21. Oktober | Paul Pfeffer                    | deutscher Jurist, Politiker und Liederdichter                             | 85    |       |
| 25. Oktober | Friedrich Wilhelm von Dewitz    | königlich preußischer Generalleutnant, Chef des Kürassier-Regiments Nr. 3 | 68    |       |

## November
| Tag          | Name                               | Beruf, bekannt als                                                                                  | Alter | Beleg |
| ------------ | ---------------------------------- | --------------------------------------------------------------------------------------------------- | ----- | ----- |
| 1. November  | Johannes Tschudy                   | Schweizer Ebenist                                                                                   |       |       |
| 3. November  | José de Patiño y Morales           | spanischer Staatsmann                                                                               | 70    |       |
| 4. November  | Carl Gustaf Armfelt                | schwedischer General                                                                                | 69    |       |
| 6. November  | Salwey Winnington                  | britischer Politiker                                                                                |       |       |
| 9. November  | Johann Caspar Borchmann            | deutscher Hofbaumeister im Herzogtum Lüneburg und Lauenburg                                         |       |       |
| 17. November | Alexander Camerarius               | deutscher Mediziner, Hochschullehrer und Inspektor des Botanischen Gartens der Universität Tübingen | 40    |       |
| 18. November | Jeanne Baptiste d’Albert de Luynes | Geliebte von König Viktor Amadeus I. von Sardinien-Piemont                                          | 66    |       |
| 20. November | Elizabeth Rowe                     | englische Dichterin und Schriftstellerin                                                            | 62    |       |

## Dezember
| Tag          | Name                        | Beruf, bekannt als | Alter | Beleg |
| ------------ | --------------------------- | --- | ----- | ----- |
| 1. Dezember  | Simon van Slingelandt       | niederländischer Aristokrat und Politiker, holländischer Ratspensionär (zwischen 1727 und 1736)                       | 72    |       |
| 2. Dezember  | Johann Gottfried von Berger | deutscher Mediziner                                                                                                   | 77    |       |
| 3. Dezember  | Franz Bernhard Altenburger  | deutscher Maler |       |       |
| 9. Dezember  | Johann Kraft Hiegell        | deutscher Hochschullehrer, Arzt, Archäologe, Sammler und Autor                                                        | 78    |       |
| 10. Dezember | Antonio Manoel de Vilhena   | 66. Großmeister des Malteserordens                                                                                    |       |       |
| 11. Dezember | Johannes Avenarius          | deutscher evangelischer Geistlicher, Superintendent von Gera und Verfasser theologischer und hymnologischer Schriften | 66    |       |
| 13. Dezember | Georges Mareschal           | französischer Chirurg                                                                                                 | 78    |       |
| 15. Dezember | Johann Georg Zierenberg     | Stadtvogt von Bremen                                                                                                  | 43    |       |
| 20. Dezember | Hellmuth Otto von Bassewitz | Generalfeldzeugmeister und Kommandierender General des Fränkischen Reichskreises                                      |       |       |
| 28. Dezember | Antonio Caldara             | italienischer Komponist des Barock                                                                                    |       |       |
| 31. Dezember | Richard O’Cahan             | britischer Gouverneur von Menorca                                                                                     | 70    |       |

## Datum unbekannt
| Tag | Name                         | Beruf, bekannt als                                                                                 | Alter | Beleg |
| --- | ---------------------------- | -------------------------------------------------------------------------------------------------- | ----- | ----- |
|     | Étienne Allegrain            | französischer Maler                                                                                |       |       |
|     | Joseph Ferdinand Dänkel      | Mitorganisator des Oberländer Aufstandes 1705 in Bayern                                            |       |       |
|     | Hannah Duston                | Siedlerin in Neuengland und Entführungsopfer                                                       |       |       |
|     | Johann Melchior Füssli       | Schweizer Kupferstecher und Verleger                                                               |       |       |
|     | Valentin Gappnigg            | österreichischer Maler                                                                             |       |       |
|     | Nicholas Hawksmoor           | englischer Architekt des Barock                                                                    |       |       |
|     | Tobias Kracker               | deutscher Bildhauer und Maler                                                                      |       |       |
|     | Magnus Lagerström            | schwedischer Regierungsbeamter und Kanzler von Schwedisch-Pommern                                  |       |       |
|     | Joseph Michel                | französischer Komponist und Organist                                                               |       |       |
|     | Johann Georg Mozart          | österreichischer Buchbinder                                                                        |       |       |
|     | Peter Martin van Mytens      | niederländischer Maler                                                                             |       |       |
|     | Seyyid Vehbi                 | osmanischer Dichter                                                                                |       |       |
|     | Caspar Joachim von Wachholtz | preußischer Oberst und Regimentskommandeur, Mitglied des Kriegsgerichts über Prinz Friedrich (II.) |       |       |
|     | Benjamin Wedel               | deutscher Buchhändler und Verleger                                                                 |       |       |
|     | Andreas Matthäus Wolfgang    | deutscher Kupferstecher                                                                            |       |       |